# Tommy Page
Thomas Alden "Tommy" Page (Glen Ridge, 24 maggio 1967 – East Stroudsburg, 4 marzo 2017) è stato un cantautore statunitense.

## Biografia
Originario del New Jersey, fondò con suo fratello il suo primo gruppo musicale chiamato Broken Promises. Intorno al 1986 si è trasferito a New York per lavorare e lì iniziò la sua carriera musicale. Nel 1988 ha pubblicato il suo primo album in studio, l'eponimo Tommy Page. In questo disco è presente il singolo A Shoulder to Cry On.
L'album successivo Paintings in My Mind viene pubblicato nel 1990 e contiene il brano I'll Be Your Everything, canzone coscritta dai New Kids on the Block che raggiungerà la posizione numero 1 della classifica Billboard Hot 100.
Fa seguito From the Heart (1991), mentre nel 1992 appare in un episodio della serie televisiva Gli amici di papà (Full House). Come segno di apprezzamento per i suoi fan in Asia, pubblica nel 1992 l'album A Friend to Rely on, che contiene un duetto con Sally Yeh e una cover di Wouldn't It Be Good di Nik Kershaw. Nel 1993 forma un duo con la cantante portoricana Sa-Fire. In seguito arrivò a firmare con un'etichetta discografica giapponese, la Pony Canyon, per la pubblicazione dei suoi dischi Time (1994) e Loving You (1996).
Il suo album del 2000 Ten 'Til Midnight venne reso disponibile solo per la vendita online. Negli anni 2000 divenne dirigente della Warner Bros. Records, contribuendo a plasmare le carriere di artisti come Michael Bublé, Alanis Morissette, Josh Groban e Green Day. Ha poi lavorato come editore per Billboard e per Pandora Internet Media. 
Nel marzo 2017 è deceduto all'età di 49 anni; le cause della morte non furono chiarite, ma apparentemente erano dovute a un suicidio.

## Discografia

### Album in studio
- 1988 - Tommy Page
- 1990 - Paintings in My Mind
- 1991 - From the Heart
- 1992 - A Friend to Rely on
- 1994 - Time
- 1996 - Loving You
- 2000 - Ten 'Til Midnight

### Raccolte
- 2000 - Greatest Hits: Dedicated to You
- 2016 - My Favorites

### EP
- 1990 - Republic of Idols (R.O.I.)